# Thorsten Kaye
Thorsten Kaye, de son vrai complet Thorsten Ernst Kieselbach, né le 22 février 1966 à Francfort-sur-le-Main, dans l'Allemagne de l’Ouest, en Allemagne, est un acteur et poète américano-germano-britannique.
Ses rôles les plus connus sont Patrick Thornhart dans On ne vit qu’une fois, Dr Ian Thornhart dans Port Charles, Zach Slater dans La Force du destin et Ridge Forrester dans Amour, Gloire et Beauté.

## Biographie
Thorsten est apparu dans de nombreux rôles de théâtre, dont Le Conte d'hiver, Tartuffe, Macbeth, Beaucoup de bruit pour rien, Hamlet, Peines d'amour perdues, La Nuit des rois et La Mégère apprivoisée, à Londres et avec la Hilberry Repertory Company à Détroit.
Thorsten a ensuite déménagé à Los Angeles, où il a joué dans de nombreuses séries télévisées dont la minisérie de Sidney Sheldon Nothing Lasts Forever, avant de déménager à New York pour jouer Patrick Thornhart dans On ne vit qu'une fois (1995-1997). Le personnage a acquis pas mal de popularité, et c'est là qu'il rencontra sa femme, Susan Haskell. Après être resté deux ans dans On ne vit qu'une fois, Thorsten est apparus dans d'autres séries et dans des longs métrages.
En avril 2000, Thorsten accepta le rôle du médecin dévoué Ian Thornhart (le frère plus âgé de Patrick) dans le soap d'ABC (et spin-off de Hôpital central), Port Charles (2000-2003). Il est resté dans le soap jusqu'à sa fin en octobre 2003. Thorsten a reçu deux nominations aux Daytime Emmy Awards pour Meilleur Acteur Principal pour ses performances en tant qu'Ian en 2003 et 2004.
En avril 2004, Thorsten, est retourné à New York pour rejoindre la distribution du soap d'ABC La Force du destin dans le rôle du propriétaire de casino, Zach Slater. Il fut nommé pour deux Daytime Emmy Awards en 2006 et en 2009. Thorsten a interprété Zach jusqu'en décembre 2009. Il est revenu trois fois en 2010, et encore en 2011 pour mettre fin à l'histoire de Zach quand La Force du destin a pris fin après 41 ans à l'écran, en septembre 2011.
Thorsten a l'un des rôles principaux dans le nouveau thriller psychologique nommé Occupant, qui est sorti aux E.U et au Canada en octobre 2011 sur demande et sur la plupart des plateformes numériques, dont iTunes, Amazon, Blockbuster et PlayStation.
En 2012, Thorsten a commencé à apparaître dans le rôle de Nick, un personnage récurrent de la série de NBC Smash. En octobre 2013, il a été annoncé que Thorsten avait été choisi pour incarner Ridge Forrester dans Amour, Gloire et Beauté, remplaçant Ronn Moss, qui avait quitté la série en 2012 après 25 ans dans le rôle,.
En 2020, il fut nommé une cinquième fois aux Daytime Emmy Awards pour le rôle de Ridge. Ce fut la première fois en 33 ans que le personnage fut nommé et Thorsten devint le seul acteur à avoir été nommé pour trois personnages différents dans toute l’histoire du Daytime. Il est maintenant le 11ème acteur le plus nommé dans la catégorie Meilleur Acteur aux Daytime Emmy Awards.

## Vie privée
Quand il ne travaille pas, Thorsten apprécie la musique, la littérature et conduire des motos Américaines. Il est un fan des Miami Dolphins et des Detroit Red Wings.
En jouant dans On ne vit qu'une fois, il a rencontré sa femme, Susan Haskell, qui jouait sa petite-amie à l'écran (Margaret "Marty" Saybrooke). Ils ont deux filles, McKenna (née en février 2003) et Marlowe (née en janvier 2007).
Thorsten était un blogueur pour les Detroit Red Wings à la NHL.com lors des matchs décisifs de la Stanley Cup de 2008 et 2009.

## Filmographie
| Année | Titre                    | Rôle                    | Notes           |
| ----- | ------------------------ | ----------------------- | --------------- |
| 1996  | The Silencers            | Jasper                  |                 |
| 2000  | Jeu Mortel               | Joey Highsmith (adulte) |                 |
| 2000  | Shark Attack 2           | Dr. Nick Harris         | Direct-to-video |
| 2011  | Occupant                 | Joe                     |                 |
| 2014  | Animal                   | Carl                    |                 |
| 2017  | But Deliver Us From Evil | Professeur Haberman     |                 |

| Année           | Titre                   | Rôle              | Notes                           |
| --------------- | ----------------------- | ----------------- | ------------------------------- |
| 1991            | Deadly Desire           | Agent d'Aéroport  | TV film                         |
| 1995            | Nothing Lasts Forever   | Jury Foreman      | TV film                         |
| 1995–1997       | On ne vit qu'une fois   | Patrick Thornhart | Rôle régulier                   |
| 1998            | Sliders                 | Ralph Hackett     | Épisode: "Asylum"               |
| 1999            | Air America             | Sam Moon          | Épisode: "Fear of Flying"       |
| 2000            | Falcone                 | Isadore Rechelko  | Épisode: "Pilot"                |
| 2000–2003       | Port Charles            | Dr. Ian Thornhart | Rôle régulier                   |
| 2004–2011, 2013 | La Force du destin      | Zach Slater       | Rôle régulier                   |
| 2012–2013       | Smash                   | Nick Felder       | Rôle récurrent, 13 épisodes     |
| 2013–présent    | Amour, Gloire et Beauté | Ridge Forrester   | Rôle régulier                   |
| 2016            | Falling Water           | Javier Mendoza    | Épisode: "Castles Made of Sand" |

## Récompenses et nominations
| Année | Récompense              | Catégorie                                                                    | Titre                   | Résultat   | Ref.   |
| ----- | ----------------------- | ---------------------------------------------------------------------------- | ----------------------- | ---------- | ------ |
| 1993  | Soap Opera Digest Award | Outstanding Male Newcomer                                                    | On ne vit qu'une fois   | Nomination |        |
| 2001  | Soap Opera Digest Award | Outstanding Hero                                                             | Port Charles            | Nomination |        |
| 2003  | Daytime Emmy Award      | Outstanding Lead Actor in a Drama Series                                     | Port Charles            | Nomination | [ 6 ]  |
| 2003  | Soap Opera Digest Award | Outstanding Lead Actor                                                       | Port Charles            | Nomination |        |
| 2004  | Daytime Emmy Award      | Outstanding Lead Actor in a Drama Series                                     | Port Charles            | Nomination | [ 7 ]  |
| 2005  | Soap Opera Digest Award | Favourite Return                                                             | La Force du destin      | Nomination |        |
| 2006  | Daytime Emmy Award      | Outstanding Lead Actor in a Drama Series                                     | La Force du destin      | Nomination | [ 8 ]  |
| 2009  | Daytime Emmy Award      | Outstanding Lead Actor in a Drama Series                                     | La Force du destin      | Nomination | [ 9 ]  |
| 2017  | Soap Awards France      | Best Actor of the Year                                                       | Amour, Gloire et Beauté | Nomination | [ 10 ] |
| 2017  | Soap Awards France      | Best Couple of the Year — "Caroline and Ridge" (partagé avec Linsey Godfrey) | Amour, Gloire et Beauté | Nomination | [ 10 ] |
| 2020  | Daytime Emmy Award      | Outstanding Lead Actor in a Drama Series                                     | Amour, Gloire et Beauté | Nomination | [ 11 ] |
| 2020  | Soap Hub Awards         | Favorite The Bold and the Beautiful Actor                                    | Amour, Gloire et Beauté | Nomination | [ 12 ] |